# Provincia di Malanje
La provincia di Malanje (o di Malange) è una delle 18 province dell'Angola. Prende il nome dal suo capoluogo Malanje. Ha una superficie di 97.602 km² ed una popolazione di 1.480.343 (stima del 2009).

## Geografia fisica
La provincia di Malanje è situata nella parte settentrionale del paese circa 300 km a est della città di Luanda. A nord-ovest confina con la provincia di Uíge, a nord-ovest con la Repubblica Democratica del Congo, a est con le province di Lunda Nord e Lunda Sud, a sud con quelle di Bié e Cuanza Sud e a ovest con quella di Cuanza Nord.

## Geografia antropica
La provincia di Malanje è suddivisa in 17 municipi e 67 comuni.
Il capoluogo è uno dei comuni.

### Municipi
- Cacuso, Cahombo, Calandula, Cambundi-Catembo, Cangandala, Kiwaba-Nzoji, Kunda-dia-Baze, Luquembo, Malanje, Marimba, Massango, Mucari-Caculama, Quela, Quirima.

### Comuni
- Kakuso, Cinguengue, Kacuso, Pungo-Andongo, Cuale, Quinge, Cambundy, Catembo, Dumba, Cabango, Tala Mungongo, Bembo, Caombo, Micanda, Luquembo, Capunda, Dombo, Marimba, Quimbango, Quihuhu, Muquize, Catala, Quirima, Saltar, Cazongo, Cainda, Calunda, Lovua, Lumbala, Candundo, Macondo, Lumbala-Ngimbo, Chiume, Lumai, Lutembo, Mussuma, Ninda, Sessa, Kalamagia, Kalandula, Kambaxe, Kambo, Kambondo, Kangandala, Kangando, Karibo, Kateco-Kangola, Kaxinga, Kela, Kimambamba, Kissele, Kiuaba-Nzoji, Kizenga, Kota, Kunda-iá-Baze, Lombe, Malanje, Massango, Mikixi, Milando, Moma, Mufuma, Mukari, Ngola-Luije, Sokeko, Tembo-Aluma, Xandele.

## Economia
La zona più sfruttata dal punto di vista agricolo è l'area intorno alla città di Malanje, dove vengono coltivati prevalentemente cotone e canna da zucchero.